# Cumberlandhalvøen
Cumberlandhalvøen eller Cumberland Peninsula er en halvø på den syddøstlige del af Baffin Island i Nunavut, Canada. Den ligger mellem 64°56' og 67°57' nord, og 61°56' til 68° vest. Polarcirklen krydser halvøen, med Labradorhavet mod sydøst, og mod øst ligger Davisstrædet mellem halvøer og Grønland. Cumberlandsundet ligger mod sydvest, og adskiller Cumberlandhalvøen fra Hallhalvøen, som også er en del af Baffin Island.
Cumberland Peninsula er ligesom resten af Baffin Island en del af den arktiske tundra biom — verdens koldeste og tørreste biom. Landskabet er bjergrigt, og Mount Odin, nær polarcirklen når op i 7.044 moh.
På halvøen ligger byen Pangnirtung på den sydvestlige kyst, og Auyuittuq National Park.